# 演歌歌手
演歌歌手（えんかかしゅ）は、日本の演歌を歌う歌手である。本項では演歌歌手の一覧を記す。演歌を歌唱した他ジャンルの歌手、初期の昭和歌謡、ムード歌謡やニューアダルトミュージック等、歌謡曲の一部歌手についてもここに記すこととする。

## 演歌歌手の一覧
| 目次 | 目次 | 目次 | 目次 | 目次 | 目次 | 目次 | 目次 | 目次 | 目次 | 目次 |
| ---- | ---- | ---- | ---- | ---- | ---- | ---- | ---- | ---- | ---- | ---- |
| わ   | ら   | や   | ま   | は   |      | な   | た   | さ   | か   | あ   |
|      | り   |      | み   | ひ   |      | に   | ち   | し   | き   | い   |
| を   | る   | ゆ   | む   | ふ   |      | ぬ   | つ   | す   | く   | う   |
|      | れ   |      | め   | へ   |      | ね   | て   | せ   | け   | え   |
| ん   | ろ   | よ   | も   | ほ   |      | の   | と   | そ   | こ   | お   |

脚注

### あ行

#### あ
- 逢川まさき（）
- 相澤めぐみ（）
- アイ・ジョージ（）
- 葵かを里（）
- 蒼彦太（）
- 青江三奈（）
- 青木光一（）
- 青木美保（）
- 青戸健（）
- 青山和子（）
- 青山新（）
- 青山祐太（）
- 赤木圭一郎（）
- 縣ひろ子（）
- 暁月めぐみ（）
- 秋岡秀治（）
- 秋元順子（）
- 秋山涼子（）
- アグネス・チャン（）
- 浅丘ルリ子（）
- 朝花美穂（）
- 浅田あつこ（）
- 朝田のぼる（あさだ のぼる）
- あさみちゆき（）
- 芦川百々子（）
- 芦屋雁之助（）
- 飛鳥とも美（）
- 麻生しおり（）
- 渥美清（）
- 渥美二郎（）
- 阿部三登里（）
- 天草二郎（）
- 天津羽衣（）
- 天音里望（）
- 天野涼（）
- 荒木とよひさ（）

#### い
- 池田一男（）
- 池田輝郎（）…本名の池田輝男より改名
- 井沢八郎（）
- 石川さゆり（）
- いしだあゆみ（）
- 石原詢子（）
- 石原裕次郎（）
- いずはら玲子（）
- 泉昇太（）
- 五十川ゆき（）
- 市川たかし（）
- 市川由紀乃（）
- 一条貫太（）
- 一条聖矢（）
- 五木ひろし（）
- 出光仁美（）
- 伊藤久男（）
- 伊藤美裕（）
- 井上由美子（）
- 伊吹友里（）
- 入山アキ子（）
- 岩佐美咲（）
- 岩出和也（）
- 岩波理恵（）
- 岩本公水（）

#### う
- 上杉香緒里（）
- 歌川二三子（）
- 宇多川都（）
- 内海美幸（）
- 梅沢富美男（）

#### え
- 英二郎（）
- エドアルド（）
- エト邦枝（）
- 江利チエミ（）
- エレガント桐生（）

#### お
- 扇ひろ子（）または（おおぎ ひろこ）
- 近江俊郎（）
- 欧陽菲菲（）
- 大石まどか（）
- 大泉逸郎（）
- おおい大輔（）
- 大江裕（）
- 大川栄策（）
- 大川健太郎（）
- 大木綾子（）
- 大木伸夫（）
- 大木英夫（）
- 大黒裕貴（）[注 1]
- 大沢桃子（）
- 大下八郎（）
- 大島優子（）
- 大城バネサ（）
- 大月みやこ（）
- 大津美子（）
- 岡田しづき（）
- 岡田しのぶ（おかだ しのぶ）
- 岡田ひさし（）
- 尾形大作（）
- 岡千秋（）
- 岡晴夫（）
- 丘みどり（）
- おかゆ（）
- 岡ゆう子（）
- 岡本敦郎（）
- 奥村チヨ（）
- 尾崎れい子（）
- 小沢亜貴子（）
- 小田純平（）
- 音羽しのぶ（）…司千恵子より改名
- 小畑実（）
- オルリコ（）
- 尾鷲義人（）…一時期尾鷲義仁（読みは現在と同じ）であったが再びデビュー当時の表記に戻した

### か行

#### か
- 甲斐犬人（）
- 鏡五郎（）
- 加川明（）
- 鹿河まさし（）
- 花京院しのぶ（）
- 神楽坂はん子（）
- 影山時則（）
- 鹿島ひろ美（）
- 楫野剛（）
- 春日八郎（）
- 一葉（）…安田一葉より改名
- 勝彩也（）
- かつき奈々（）
- 加藤まさかつ（）
- かとうれい子（）
- 角川博（）
- 門倉有希（）
- 門脇陸男（）
- 門松みゆき（）
- 金沢明子（）
- 梶光夫（）
- 桂木龍（）
- 加東竜次（）
- 金田たつえ（）
- 加納ひろし（）
- 叶やよい（）
- 叶れい子（）…叶麗子より改名
- 神園さやか（）
- 上沼恵美子（）
- 加門亮（）
- かや乃舞（かやの まい）
- 佳山明生（）
- 唐沢亮（）
- カレン（）
- 川井聖子（）
- 川上大輔（）
- 川崎修二（）
- 川島一成（）
- 川中美幸（）
- 川野夏美（）
- 神戸一郎（）
- 冠二郎（）

#### き
- 菊地まどか（）
- 如月レオン（）
- 岸浩太郎（）
- 岸千恵子（）
- 岸川美好（）
- 北岡ひろし（）
- 北原謙二（）
- 北島三郎（）
- 北見和夫（）
- 北見恭子（）
- 北野まち子（）
- 北原ミレイ（）
- 北山たけし（）
- 木下あきら（）
- 木の実ナナ（）
- 木原たけし（）
- キム・ヨンジャ（）
- 木村友衛（）
- 杏しのぶ（）
- 京山幸枝若（）
- 貴代秀（きよひで）
- 霧島昇（）
- 桐山純一（）

#### く
- 工藤あやの（）
- 楠木康平（）
- 楠木繁夫（）
- 熊谷ひろみ（）
- 紅晴美（）
- 黒川英二（）
- 黒川真一朗（）
- 黒木千里（）
- 黒沢年雄（）…黒沢年男より改名

#### け
- 桂銀淑（）
- Kenjiro（）
- 弦哲也（）

#### こ
- 香西かおり（）
- 香田晋（）
- 河野さくら（）
- こおり健太（）
- 小金沢昇司（）
- 古賀政男（）
- 小桜舞子（）
- 越乃ひかる（）
- 五条哲也（）
- 五代ショウ（）
- 伍代夏子（）
- 児玉好雄（）
- 五島つばき（）
- 琴風豪規（）[注 2]
- 古都清乃（）
- 近衛八郎（）
- 小林旭（）
- 小林幸子（）
- 小林竜也（）
- 小町雪乃（）
- 小宮恵子（）
- 小村美貴（）
- 小柳ルミ子（）
- 小山雄大（）
- コロムビア・ローズ（）[注 3]

### さ行

#### さ
- 斉条史朗（）
- 坂井一郎（）
- 坂井千春（）
- 榊原るみ（）
- 坂田真由美（）
- 坂本九（）
- 坂本冬美（）
- 佐川満男（）
- 桜井くみ子（）
- 桜川けん（）
- さくらまや（）
- さこみちよ（）
- 笹みどり（）
- ささきいさお（）
- 佐々木新一（）
- 五月みどり（）
- 里見浩太朗（）
- 真田ナオキ（）
- 三條正人（）
- 三條町子（）

#### し
- 椎名佐千子（）
- ジェロ（）
- 紫艶（）
- 塩まさる（）
- 静太郎（）
- 島あきの（）
- 島和彦（）
- 島倉千代子（）
- しまざき由理（）
- 志摩ちなみ（）
- 島津亜矢（）
- 島津悦子（）
- 島津ゆたか（）
- 清水節子（）
- 清水博正（）
- 白根一男（）
- シルヴィア（）
- ジュディ・オング（）
- 寿里（）
- 東海林太郎（）
- 城卓矢（）
- 城之内早苗（）
- 新川二朗（）
- 神野美伽（）

#### す
- 水前寺清子（）
- 姿憲子（）
- 菅原都々子（）
- 菅原洋一（）
- 杉尾聖二（）
- すぎもとまさと（）
- 杉良太郎（）
- 鈴木三重子（）
- 砂ひろし（）

#### せ
- 瀬川瑛子（）
- 瀬口侑希（）
- 千昌夫（）

#### そ
- 曽根史郎（）
- 曽野恵子（）
- 園まり（）
- そのまんま美川（）

### た行

#### た
- 大地誠（）…平あつおより改名
- 大門裕子（）
- 平浩二（）
- 高石かつ枝（）
- 高倉一朗（）
- 高倉健（）
- 高倉敏（）
- 高田浩吉（）
- 高橋元太郎（）
- 高峰秀子（）
- 高峰三枝子（）
- 高山厳（）
- 田川寿美（）
- 多岐川舞子（）
- 滝里美（）
- 竹川美子（）
- 竹越ひろ子（）
- 竹島宏（）
- 武山あきよ（）
- 竹山逸郎（）
- 竹谷美和子（）
- 田代美代子（）
- 橘大五郎（）
- 橘麻衣子（）
- 舘ひろし（）
- 辰巳ゆうと（）
- 伊達悠太（）
- 田中アキラ（）
- 田中収（）
- 棚橋静雄（）
- 谷本知美（）
- 谷龍介（）
- 田端義夫（）
- 為我井絵里（）
- 田山ひろし（）
- 段田男（）

#### ち
- ちあきなおみ（）
- ちあきまみ（）
- チェウニ（）
- 知里（）
- 千葉一夫（）
- 千葉げん太（）…海堂玄太より改名
- 千葉山貴公（）
- ちはらさき（）
- 千原愛理（）
- チャダ（）
- チャン・ウンスク（）…チャン・スーより再びデビュー当時の名前（本名）に戻した
- チャン・ユンジョン（）
- 趙容弼（）

#### つ
- つかさ学（）
- 塚原哲平（）
- 津吹みゆ（）
- 津村謙（）
- 津山洋子（）
- 鶴田浩二（）
- 鶴田六郎（）

#### て
- ディック・ミネ（）
- テ・ジナ（）
- 寺本圭佑（）…東大寺四郎より改名
- テレサ・テン（）
- 天童よしみ（）

#### と
- 徳川一郎（）
- 徳永ゆうき（）
- 徳久広司（）
- 敏いとう（）
- 鳥取春陽（）
- 鳥羽一郎（）
- 鳥羽ゆう子（）

### な行

#### な
- 内藤國雄（）[注 4]
- 内藤やす子（）
- 内藤洋子（）
- 永井みゆき（）
- 永井裕子（）
- 長内栄子（）
- 長内葉子（）
- 長坂純一（）
- 中里アミ（）
- 中川京美（）
- 中澤卓也　(なかざわ たくや)
- 中澤裕子（）
- 永島健二朗（）…山口貴光より改名
- 中島ゆきこ（）
- 中条きよし（）
- 仲宗根美樹（）
- 中山たかし（）
- 長田あつし（）
- 永田絃次郎（）
- 中谷満男（）
- 中田真理亜（）
- 中西りえ（）
- なかにし礼（）
- 中野忠晴（）
- 長保有紀（）
- 中村耕造（）
- 中村泰士（）…一時期読み方をなかむら やすし（漢字表記は現在と同じ）としていた
- 中村仁美（）
- 中村美律子（）
- 中村唯人（）
- 永山こうじ（）
- 長山洋子（）
- 渚ゆう子（）
- 七瀬もみじ（）
- 浪花亭友歌（）
- 浪花みゆき（）
- 羅勲児（）
- 並木路子（）
- 波平暁男（）
- 奈良光枝（）
- 奈良崎正明（）
- 成世昌平（）
- 南部直登（）
- 何ン田研二（）

#### に
- 新沼謙治（）
- 新浜レオン（）
- 西尾夕紀（）
- 西方裕之（）
- 西川ひとみ（）
- 仁支川峰子（）…西川峰子より改名
- にしきこうじ（）
- 錦野旦（）…にしきのあきらより改名
- 西崎みどり（）
- 西田あい（）
- 西田佐知子（）
- 西つよし（）
- 西村亜希子（）
- 西森みわ（）
- 二代目コロムビア・ローズ（）
- 新田晃也（）
- 二宮ゆき子（）
- 人長作（）

#### の
- 野口五郎（）
- 野中彩央里（）
- Nobby（）
- 野村克也（）
- 野村真樹（）
- 野村美菜（）

### は行

#### は
- バーブ佐竹（）
- 灰田勝彦（）
- パク・ヒョンビン（）
- 箱崎晋一郎（）
- 橋宏之（）
- 橋幸夫（）
- 走裕介（）
- 長谷川一郎（）
- 長谷川真吾（）
- 畠山みどり（）
- 葉月みなみ（）
- ばってん荒川（）
- 服部浩子（）
- 華かほり（）
- 花咲ゆき美（）
- はなみずき圭（）
- 花村菊江（）
- 浜恵子（）
- 浜圭介（）
- 浜博也（）
- 林あさ美（）…水牧あさ実より再びデビュー時の名前に戻した
- 林伊佐緒（）
- 羽山みずき（）
- 原沙織（）
- 原大輔（）
- 原田波人（）
- 原田ゆかり（）
- 原田悠里（）
- 晴山さおり（）
- 半田浩二（）

#### ひ
- 氷川きよし（）
- 日高正人（）
- 一節太郎（）
- 日野美歌（）
- 兵庫ケンイチ（）
- 日吉ミミ（）
- 平岡千佳（）
- 広畑あつみ（）
- ひろやま智美（）

#### ふ
- 福田こうへい（）
- 福田みのる（）
- 藤あや子（）
- 藤井香愛（）
- 藤圭子（）
- 藤この美（）
- 藤島桓夫（）
- 藤田絵美子（）
- 藤田まこと（）
- 藤野とし恵（）
- 藤山一郎（）
- 藤雄介（）
- 藤原浩（）
- 二葉あき子（）
- 二葉百合子（）
- 二見颯一（）
- 舟木一夫（）
- 船村徹（）
- フランク永井（）
- 古田三奈（）

#### へ
- 平和勝次（）
- ペギー葉山（）

#### ほ
- 星野小百合（）
- 星玲子（）
- 細川たかし（）
- 堀内孝雄（）
- 堀川直裕貴（）

### ま行

#### ま
- 前川清（）
- 前田有紀（）
- 真木ことみ（）
- まきのめぐみ（）
- 真木ひでと（まき　ひでと）
- 牧村旬子（）
- 牧村三枝子（）
- 真木柚布子（）
- 正木はじめ（）
- 真咲よう子（）
- 増位山太志郎（）[注 5]
- 増沢末夫（）
- 松尾和子（）
- 松尾雄史（）
- 松方弘樹（）
- 松川未樹（）
- 松阪ゆうき（）
- まつざき幸介（）…松崎英樹より改名
- 松島アキラ（）
- 松平晃（）
- 松平直樹（）
- 松平健（）
- 松永ひと美（）
- 松原敬生（）
- 松原健之（）
- 松原のぶえ（）
- 松原操（）
- 松れい子（）
- 松前ひろ子（）
- 松村和子（）
- 松山恵子（）
- マルシア（）

#### み
- 三浦洸一（）
- 三笠優子（）
- 三門忠司（）
- 美川憲一（）
- 美樹克彦（）
- 美貴じゅん子（）
- 美咲あかり（）
- 美咲じゅん子（）
- 美桜かな子（）
- 三沢あけみ（）
- 三島敏夫（）
- 三代沙也可（）
- 水木ケイ（）
- みずき舞（）…細江真由子より改名
- 水沢明美（）
- Mr.中村半次郎（）
- 水田竜子（）
- 水原弘（）
- 水森かおり（）
- 水森英夫（）
- 美空ひばり（）
- 三田明（）
- 水田かおり（）
- 三田りょう（）
- 三丘翔太（）
- 美月優（）…花村みずきより改名
- 美土里りんご（）[注 6]
- 南一誠（）
- 南かなこ（）
- 三波春夫（）
- 嶺鶯（）
- 嶺陽子（）
- 三橋美智也（）
- 三原さと志（）
- 三原純子（）
- 三原綱木（）
- 三船和子（）
- 三船敏郎（）
- 三船浩（）
- 都はるみ（）
- 宮路オサム（）
- 宮史郎（）
- 三山ひろし（）
- 三善英史（）

#### む
- ムーディー長妻（）
- 村上幸子（）
- 村木賢吉（）
- 村木弾（）
- 村田英雄（）

#### も
- モナオ（）
- 森川つくし（）
- 森聖二（）
- 森繁久彌（）
- 森進一（）
- 森昌子（）
- 守屋浩（）
- 森山愛子（）
- 森若里子（）
- 門馬良（）

### や行

#### や
- 八代亜紀（）
- 山内惠介（）
- 山内二郎（）
- 山岡さくら（）
- 山形くるみ（）
- 山川豊（）
- 山口かおる（）…青木香織より改名
- 山口艶華（）
- 山口ひろみ（）
- 山口孝美（）
- 山口瑠美（）
- 山崎順子（）
- 山崎ていじ（）…山崎悌史より改名
- 山科里美（）
- 山城さくら（）
- 山田五十鈴（）
- 山田純大（）
- 山田太郎（）
- 山本あき（）
- 山本謙司（）
- 山本智子（）
- 山本譲二（）
- 山本みゆき（）
- 山本リンダ（）

#### ゆ
- 夕渚愛（）
- 湯原昌幸（）

#### よ
- 横内正（）
- 吉岡妙子（）
- 吉永加世子（）
- 吉永小百合（）
- 吉永みきお（）
- 吉野悦世（）
- 米倉ますみ（）

### ら行

#### り
- 李香蘭（）
- 彩青（）
- 竜鉄也（）

#### れ
- レーモンド松屋（）

### わ行

#### わ
- 若原一郎（）
- 若原りょう（）
- 若山彰（）
- 若山かずさ（）
- 和田青児（）
- 渡辺要（）
- 渡辺はま子（）
- 渡部やえ（）
- 渡哲也（）